# Matan Ohayon
Matan Ohayon (Hebreeuws: מתן אוחיון) (Asjdod, 25 februari 1986) is een Israëlisch voetballer die anno 2011 uitkomt voor Sporting Charleroi. 
| seizoen | club                         | land   | competitie         | wed. | goals |
| ------- | ---------------------------- | ------ | ------------------ | ---- | ----- |
| 2004/05 | MS Ashdod                    | Israël | Ligat Ha'Al        | 0    | 0     |
| 2004/05 | → Hapoel Ironi Rishon LeZion | Israël | Liga Leumit        | -    | -     |
| 2005/06 | MS Ashdod                    | Israël | Ligat Ha'Al        | 0    | 0     |
| 2006/07 | → Sektzia Nes Ziona          | Israël | Liga Leumit        | 19   | 0     |
| 2007/08 | → Hapoel Ironi Rishon LeZion | Israël | Liga Leumit        | 31   | 1     |
| 2008/09 | MS Ashdod                    | Israël | Ligat Ha'Al        | 9    | 0     |
| 2009/10 | MS Ashdod                    | Israël | Ligat Ha'Al        | 27   | 0     |
| 2010/11 | MS Ashdod                    | Israël | Ligat Ha'Al        | 15   | 2     |
| 2011    | Sporting Charleroi           | België | Jupiler Pro League | 8    | 0     |
| 2011    | Sporting Charleroi           | België | Play-Off III       | 4    | 0     |
| 2011/12 | Sporting Charleroi           | België | Tweede Klasse      | 6    | 0     |
| 2012/13 | Sporting Charleroi           | België | Jupiler Pro League | 17   | 0     |
|         |                              |        | Totaal             | 136  | 2     |